# Mistrzostwa Świata w Lekkoatletyce 2023 – pchnięcie kulą kobiet
Pchnięcie kulą kobiet – jedna z konkurencji technicznych rozgrywanych podczas lekkoatletycznych mistrzostw świata na Nemzeti Atlétikai Központ w Budapeszcie.
Tytuł mistrzowski z 2022 obroniła Chase Ealey.

## Terminarz
Źródło: worldathletics.org.
| Data        | Godzina |              |
| ----------- | ------- | ------------ |
| 26 sierpnia | 10:25   | Kwalifikacje |
| 26 sierpnia | 20:15   | Finał        |

## Rekordy
Tabela prezentuje rekord świata, rekord mistrzostw świata, rekordy kontynentów oraz najlepszy wynik na listach światowych w sezonie 2023 przed rozpoczęciem mistrzostw.
|                            | Zawodniczka        | Wynik | Miejsce     | Data                  |
| -------------------------- | ------------------ | ----- | ----------- | --------------------- |
| Rekord świata              | Natalja Lisowska   | 22,63 | Moskwa      | 7 czerwca 1987(dts)   |
| Rekord mistrzostw świata   | Natalja Lisowska   | 21,24 | Rzym        | 5 września 1987(dts)  |
| Rekord mistrzostw świata   | Valerie Adams      | 21,24 | Daegu       | 29 sierpnia 2011(dts) |
| Rekord Afryki              | Vivian Chukwuemeka | 18,43 | Walnut      | 19 kwietnia 2003(dts) |
| Rekord Ameryki Północnej   | Belsy Laza         | 20,96 | Meksyk      | 2 lutego 1992(dts)    |
| Rekord Ameryki Południowej | Elisângela Adriano | 19,30 | Tunja       | 14 lipca 2001(dts)    |
| Rekord Australii i Oceanii | Valerie Adams      | 21,24 | Daegu       | 29 sierpnia 2011(dts) |
| Rekord Azji                | Li Meisu           | 21,76 | Szanghaj    | 23 kwietnia 1988(dts) |
| Rekord Europy              | Natalja Lisowska   | 22,63 | Moskwa      | 7 czerwca 1987(dts)   |
| Listy światowe             | Maggie Ewen        | 20,45 | Los Angeles | 27 maja 2023(dts)     |

## Wyniki

### Kwalifikacje
Awans: 19,10 m (Q) lub 12 najlepszych rezultatów (q).
Źródło: worldathletics.org.
| Pozycja | Grupa | Zawodniczka              | Państwo                  | Runda | Runda | Runda | Wynik | Uwagi |
| Pozycja | Grupa | Zawodniczka              | Państwo                  | 1     | 2     | 3     | Wynik | Uwagi |
| ------- | ----- | ------------------------ | ------------------------ | ----- | ----- | ----- | ----- | ----- |
| 1.      | A     | Jessica Schilder         | Holandia                 | 19,64 |       |       | 19,64 | Q,    |
| 2.      | B     | Auriol Dongmo            | Portugalia               | 19,59 |       |       | 19,59 | Q     |
| 3.      | B     | Yemisi Ogunleye          | Niemcy                   | 19,44 |       |       | 19,44 | Q,    |
| 4.      | A     | Maggie Ewen              | Stany Zjednoczone        | 19,42 |       |       | 19,42 | Q     |
| 5.      | A     | Sarah Mitton             | Kanada                   | 19,37 |       |       | 19,37 | Q     |
| 6.      | A     | Danniel Thomas-Dodd      | Jamajka                  | 17,75 | 18,77 | 19,36 | 19,36 | Q     |
| 7.      | B     | Chase Ealey              | Stany Zjednoczone        | 19,27 |       |       | 19,27 | Q     |
| 8.      | B     | Gong Lijiao              | Chińska Republika Ludowa | 19,16 |       |       | 19,16 | Q     |
| 9.      | A     | Sara Gambetta            | Niemcy                   | 18,70 | 18,29 | 18,39 | 18,70 | q     |
| 10.     | B     | Jorinde van Klinken      | Holandia                 | 18,66 | 17,68 | 18,19 | 18,66 | q     |
| 11.     | A     | Song Jiayuan             | Chińska Republika Ludowa | 18,40 | 18,54 | 18,64 | 18,64 | q     |
| 12.     | B     | Maddison-Lee Wesche      | Nowa Zelandia            | 18,59 | 18,10 | 17,93 | 18,59 | q     |
| 13.     | A     | Axelina Johansson        | Szwecja                  | 18,57 | x     | x     | 18,57 |       |
| 14.     | B     | Fanny Roos               | Szwecja                  | 17,82 | 18,41 | x     | 18,41 |       |
| 15.     | B     | Julia Ritter             | Niemcy                   | 17,40 | 18,41 | 17,34 | 18,41 | SB    |
| 16.     | A     | Jessica Inchude          | Portugalia               | 17,74 | x     | 18,16 | 18,16 |       |
| 17.     | B     | Zhang Linru              | Chińska Republika Ludowa | 17,46 | 17,62 | 18,08 | 18,08 |       |
| 18.     | B     | Sara Lennman             | Szwecja                  | 18,05 | 17,44 | 17,71 | 18,05 |       |
| 19.     | A     | Alida van Daalen         | Holandia                 | 16,95 | 17,93 | 17,58 | 17,93 |       |
| 20.     | A     | Anita Márton             | Węgry                    | 16,69 | 17,67 | 17,85 | 17,85 |       |
| 21.     | B     | Eliana Bandeira          | Portugalia               | x     | x     | 17,79 | 17,79 |       |
| 22.     | A     | Dimitriana Bezede        | Mołdawia                 | 16,85 | 17,69 | x     | 17,69 |       |
| 23.     | A     | Adelaide Aquilla         | Stany Zjednoczone        | 17,42 | 17,14 | 17,29 | 17,42 |       |
| 24.     | B     | Klaudia Kardasz          | Polska                   | 17,27 | x     | x     | 17,27 |       |
| 25.     | A     | Ana Caroline Silva       | Brazylia                 | x     | 16,63 | 17,18 | 17,18 |       |
| 26.     | B     | Jalani Davis             | Stany Zjednoczone        | x     | 16,93 | x     | 16,93 |       |
| 27.     | A     | Erna Sóley Gunnarsdóttir | Islandia                 | 16,68 | 15,73 | 16,07 | 16,68 |       |
| 28.     | B     | Livia Avancini           | Brazylia                 | 16,62 | x     | 16,26 | 16,62 |       |
| 29.     | A     | Eveliina Rouvali         | Finlandia                | 16,36 | 16,43 | 16,61 | 16,61 |       |
| 30.     | B     | Ivana Gallardo           | Chile                    | 16,55 | x     | x     | 16,55 |       |
| 31.     | A     | Senja Mäkitörmä          | Finlandia                | 16,27 | 16,21 | 16,19 | 16,27 |       |
| 32.     | B     | Ischke Senekal           | Południowa Afryka        | 14,96 | 16,20 | 14,89 | 16,20 |       |
| 33.     | B     | Emilia Kangas            | Finlandia                | 15,94 | x     | x     | 15,94 |       |
| 34.     | A     | Jeong Yu-sun             | Korea Południowa         | x     | 14,84 | 15,56 | 15,56 |       |
| 35.     | B     | Grace Tennant            | Kanada                   | x     | x     | x     | NM    |       |

### Finał
Źródło: worldathletics.org.
| Pozycja | Zawodniczka         | Państwo                  | Runda | Runda | Runda | Runda | Runda | Runda | Wynik | Uwagi |
| Pozycja | Zawodniczka         | Państwo                  | 1     | 2     | 3     | 4     | 5     | 6     | Wynik | Uwagi |
| ------- | ------------------- | ------------------------ | ----- | ----- | ----- | ----- | ----- | ----- | ----- | ----- |
| 01 !    | Chase Ealey         | Stany Zjednoczone        | 20,35 | 19,71 | x     | 20,04 | 20,43 | x     | 20,43 | SB    |
| 02 !    | Sarah Mitton        | Kanada                   | 19,17 | 19,27 | 19,90 | 19,30 | 20,08 | x     | 20,08 | SB    |
| 03 !    | Gong Lijiao         | Chińska Republika Ludowa | 18,89 | 19,37 | x     | 19,69 | 19,67 | 19,35 | 19,69 |       |
| 4.      | Auriol Dongmo       | Portugalia               | 18,79 | 19,63 | x     | 19,69 | 19,55 | x     | 19,69 |       |
| 5.      | Danniel Thomas-Dodd | Jamajka                  | 19,38 | 19,33 | 19,59 | x     | 18,61 | 18,98 | 19,59 |       |
| 6.      | Maggie Ewen         | Stany Zjednoczone        | 19,51 | 19,21 | 18,65 | x     | 19,27 | 19,49 | 19,51 |       |
| 7.      | Maddison-Lee Wesche | Nowa Zelandia            | 18,81 | x     | 19,47 | 19,41 | 19,51 | x     | 19,51 | PB    |
| 8.      | Jessica Schilder    | Holandia                 | 18,25 | 19,13 | 19,26 | x     | x     | 18,14 | 19,26 |       |
| 9.      | Jorinde van Klinken | Holandia                 | 19,05 | 18,45 | x     | NQ    | NQ    | NQ    | 19,05 |       |
| 10.     | Yemisi Ogunleye     | Niemcy                   | x     | 18,97 | x     | NQ    | NQ    | NQ    | 18,97 |       |
| 11.     | Song Jiayuan        | Chińska Republika Ludowa | 18,50 | 18,18 | 18,90 | NQ    | NQ    | NQ    | 18,90 |       |
| 12.     | Sara Gambetta       | Niemcy                   | 18,70 | x     | 18,71 | NQ    | NQ    | NQ    | 18,71 |       |